# Головкове (Сватівський район)
Головкове́ — село в Україні, у Лозно-Олександрівській селищній громаді Сватівського району Луганської області. Населення становить 25 осіб.